# Hålåheden
Hålåheden är ett naturreservat i Rättviks kommun i Dalarnas län.
Området är naturskyddat sedan 2011 och är 86 hektar stort. Reservatet består främst av tallskog och i sydost kring en bäck av blandskog.